# Michel Dernies
Michel Dernies (Nivelles, 6 gennaio 1961) è un dirigente sportivo ed ex ciclista su strada belga, professionista dal 1983 al 1995.

## Palmarès

### Strada
- 1983 (Fangio, una vittoria)

2ª tappa Tour Européen Lorraine-Alsace (Sarrebourg > Gérardmer)
- 1988 (Lotto-Eddy Merckx, una vittoria)

Rund um den Henninger-Turm
- 1990 (Weinmann, quattro vittorie)

4ª tappa Tour de Romandie (Nyon > Bulle)
1ª tappa Route du Sud (Leucate > Castres)
3ª tappa Kellogg's Tour (Birmingham > Sheffield)
Classifica generale Kellogg's Tour
- 1991 (Weinmann, una vittoria)

Binche-Tournai-Binche

#### Altri successi
- 1982

Campionati mondiali militari, cronosquadre
Sauvenière
- 1983 (Fangio)

Criterium Mechelen
Grand Prix des Carrières
- 1984 (Fangio)

Criterium Fontenay-sous-Bois
Criterium Deerlijk
Criterium Willebroek
Criterium Chaumont-Gistoux
- 1985 (Lotto-Eddy Merckx)

Criterium Chaumont-Gistoux
- 1988 (Lotto-Eddy Merckx)

Criterium Sint-Truiden

## Piazzamenti

### Grandi Giri
- Giro d'Italia

1992: 84º
1993: 125º
1994: 81º
- Tour de France

1985: 96º
1986: 113º
1987: 115º
1989: 108º
1990: 58º
1991: 105º
1992: 106º
1993: 116º
1994: 104º

### Classiche monumento
- Milano-Sanremo

1987: 145º
1988: 92º
1991: 34º
- Giro delle Fiandre

1988: 27º
1989: 47º
1990: 32º
1991: 51º
1995: 98º
- Parigi-Roubaix

1984: 37º
1995: 56º
- Liegi-Bastogne-Liegi

1984: 24º
1985: 73º
1986: 44º
1988: 2º
1990: 20º
1991: 32º
1992: 30º
1994: 61º
1995: 71°

### Competizioni mondiali
- Campionati del mondo

Altenrhein 1983 - In linea Professionisti: ritirato
Ronse 1988 - In linea Professionisti: 38º
Utsonomiya 1990 - In linea Professionisti: 37º
Stoccarda 1991 - In linea Professionisti: 37º
Benidorm 1992 - In linea Professionisti: ritirato
Oslo 1993 - In linea Professionisti: ritirato